# Catedral de San José (Hyderabad)
La Catedral de San José es una catedral católica en Hyderabad, India. Es la catedral de la arquidiócesis de Hyderabad y una de las iglesias más bellas de las ciudades hermanas de Hyderabad y Secunderabad en el estado de Andhra Pradesh. Fundada en 1820, la construcción de la estructura actual se inició en 1869 cuando el Padre Antonio Tagliabue compró un extenso terreno cerca Chaderghat, en lo que actualmente se llama Gunfoundry (llamado así por el centro de la munición construido allí por el Nizam de Hyderabad), para construir una escuela, una iglesia y un convento.